# Тетрабромид кремния
Тетраброми́д кре́мния — бинарное неорганическое соединение кремния и брома с формулой SiBr4, бесцветная жидкость, дымится на воздухе, гидролизуется водой.

## Получение
- Пропускание паров брома над кремнием (в инертной атмосфере):

{\displaystyle {\mathsf {Si+2Br_{2}\ {\xrightarrow {620-700^{o}C}}\ SiBr_{4}}}}
- Действие паров брома на диоксид кремния с углём:

{\displaystyle {\mathsf {SiO_{2}+C+2Br_{2}\ {\xrightarrow {T}}\ SiBr_{4}+CO_{2}}}}

## Физические свойства
Тетрабромид кремния представляет собой бесцветную жидкость, которая сильно дымит на воздухе в результате гидролиза парами воды с образованием микроскопических частиц диоксида кремния.
В кристаллическом состоянии при −105°С происходит фазовый переход.

## Химические свойства
- Легко гидролизуется водой:

{\displaystyle {\mathsf {SiBr_{4}+2H_{2}O\ {\xrightarrow {}}\ SiO_{2}+4HBr}}}

## Применение
Так как свойства SiBr4 сходны со свойствами тетрахлорида кремния, он используется при производстве сверхчистого кремния для изготовления полупроводниковых приборов в процессе пиролиза, его преимущества заключаются в большей лёгкости разложения. Но обычно все-таки используется тетрахлорид кремния, так как он более доступен на рынке в сверхчистом виде.
Также это соединение применяется для синтеза нитрида кремния Si3N4 в реакции пиролитического взаимодействия с аммиаком — весьма твёрдого соединения, используемого при производстве керамических изделий, металлорежущего инструмента и др.

## Другие галогенопроизводные кремния (SiX4)
| Параметр                                | SiF4  | SiCl4 | SiBr4 | SiI4  |
| --------------------------------------- | ----- | ----- | ----- | ----- |
| Температура кипения, ˚C                 | -90,3 | 56,8  | 155,0 | 290,0 |
| Температура плавления, ˚C               | -95,0 | -68,8 | 5,0   | 155,0 |
| Длина связи кремний-галоген, нм         | 0,155 | 0,202 | 0,220 | 0,243 |
| Энергия связи кремний-галоген, кДж/моль | 582   | 391   | 310   | 234   |

Все эти соединения имеют тетраэдрическую структуру молекулы, но их свойства существенно зависят от природы галогена, это также относится к смешанным галогенидам кремния (например, дихлорид-дибромид кремния SiCl2Br2). Температуры плавления, кипения и длины связей кремний-галоген нарастают в ряду фтор — иод, напротив, энергия связи кремний-галоген падает.